# 魔女宅急便 (小說)
《魔女宅急便》（日语：魔女の宅急便）是由日本兒童文學作家角野榮子所創作的小說。

## 概要
此小說原先在1982至1983年裡在福音館出版社的月刊《母之友》上連載，之後於1985年匯集成單冊發行。其後於1993年至2009年期間推出了相關續作，最終以六冊作結，2016-2017年推出兩冊特別編。

## 系列故事
魔女宅急便
ISBN 978-4-8340-0119-8（日文）
ISBN 978-957-6513046（正體中文，李浪譯，國際少年村）
ISBN 978-986-8243316（正體中文，王蘊潔譯，貓巴士出版社）
ISBN 978-7-544237628（簡體中文，彭懿、周龍梅譯，南海出版社）
ISBN 978-7-5584-2261-4（简体中文，田秀娟译，江苏凤凰少年儿童出版社）
系列第一作，於1985年發表。
內容描述著13歲的魔女琪琪為了面對是否能夠成為獨當一面魔女的考驗，與能和她互相對話的黑貓吉吉一同來到克里克城市，而琪琪決定利用自身可借助掃帚飛行的能力，為城市裡的居民提供寄送物品的服務。
之後琪琪在面臨各種寄送物品的狀況下一邊成長，認識了城市裡的居民，並因為與她們的相處，找回自身的力量與自信。
魔女宅急便2 琪琪的新魔法
ISBN 978-4-8340-1174-6（日文）
ISBN 978-957-6513053（正體中文，李浪譯，國際少年村）
ISBN 978-986-8243323（正體中文，王蘊潔譯，貓巴士出版社）
ISBN 978-7-544239806（簡體中文，蔡春曉譯，南海出版社）
ISBN 978-7-5584-2262-1（简体中文，田秀娟译，江苏凤凰少年儿童出版社）
系列第二作，是距離前作發表8年後再次推出的小說。
劇情架構在琪琪來到克里克城市生活一年後的故事，內容為琪琪一如往常地利用飛行的能力為克里克市民遞送物品，之後發生了一些讓琪琪思考魔女在社會上給予他人的感觀、以及能力問題的挫折，而讓琪琪決心向媽媽習得新魔法以充實自己。
魔女宅急便3 遇見另一位魔女
ISBN 978-4-8340-1704-5（日文）
ISBN 978-986-8243354（正體中文，王蘊潔譯，貓巴士出版社）
ISBN 978-7-544241663（簡體中文，蔡春曉譯，南海出版社）
在2000年發表的第三作，其故事契機是作者角野榮子某一天路經澀谷時，看到打扮搶眼、似乎想強烈表現自己存在感的少女們所想到的靈感。
故事為某一天一位自稱也是魔女、名為蔻蔻的小女孩闖入了琪琪的生活圈裡。原先琪琪周遭的友人對於蔻蔻有著防衛的心態，之後因佩服蔻蔻在各方面出眾的能力而逐漸接受了她。而琪琪對於蔻蔻搶走了她原先在周遭朋友心裡的地位不能理解，並逐漸對於自己的存在喪失了自信。
魔女宅急便4 琪琪談戀愛
ISBN 978-4-8340-0586-8（日文）
ISBN 978-986-8243361（正體中文，王蘊潔譯，貓巴士出版社）
ISBN 978-7-544242332（簡體中文，蔡春曉譯，南海出版社）
系列第四作，於2004年推出。
內容是已成長為17歲少女的琪琪，心中雖然已向自己坦白喜歡上了蜻蜓、但對於蜻蜓是否能真正明白自己心意一事感到苦惱的故事。
魔女宅急便5 魔法的歇腳樹
ISBN 978-4-8340-2263-6（日文）
ISBN 978-986-6811098（正體中文，王蘊潔譯，貓巴士出版社）
ISBN 978-7-544244879（簡體中文，蔡春曉譯，南海出版社）
2007發表的第五作。描述著琪琪與蜻蜓雖然已向彼此做出了告白，但因蜻蜓忙於課業平時只能以書信和琪琪往來，而蜻蜓的來信內容常常只提到關於研究昆蟲的事情、加上看見平時陪伴在身旁的黑貓吉吉忙著與其牠母貓相戀，讓琪琪的心情及施展飛行魔法的能力陷入了低潮。
魔女宅急便6 各自的旅程
ISBN 978-4-8340-2466-1（日文）
ISBN 978-7-513317771（簡體中文，田秀娟譯，新星出版社）
2009年發表的系列完結篇，內容是與蜻蜓結婚後成為三十多歲婦人的琪琪、與她所生育的雙胞胎子女之間的故事。
魔女宅急便 特別編 遇見琪琪的人
ISBN 978-4-8340-8236-4（日文）
2016年1月25日發行。
魔女宅急便 特別編2 琪琪與吉吉
ISBN 978-4-8340-8338-5（日文）
2017年5月25日發行。

## 獲得獎項
- 1985年第23屆野間兒童文藝獎[3]
- 1985年第34屆小學館兒童出版文化獎[4]
- 1986年IBBY國際兒童圖書評議會授勳名單[5]

## 改編影視作品
《魔女宅急便》小說推出後已有改編成各類型的影視作品。其中動畫版是由吉卜力工作室基於系列第一冊內容所改編，並於1989年上映。
音樂劇版則由蜷川幸雄擔任導演；分別曾在1993、1995、1996年公開演出，而各年份擔任飾演琪琪的演員依序為工藤夕貴、小高惠美及持田真樹。
在2014年上映的真人電影版則由清水崇執導，並以曾在電視劇《無法呼吸的夏天》演出的小芝風花擔任女主角琪琪。

## 外部連結
- 《魔女宅急便》小說作品官方網頁 （页面存档备份，存于）